# Padec človeka (Rubens)
Padec človeka (tudi Adam in Eva ali Adam in Eva v zemeljskem raju) je slika iz let med 1628 in 1629 Petra Paula Rubensa, zdaj v muzeju Prado v Madridu. Nekoč pripisan nepomembnemu nizozemskemu umetniku Karlu van Manderju, je zdaj priznana kot Rubensovo delo.
Gre za kopijo  slike iste teme avtorja Tiziana,, ki ga je Rubens videl med svojim potovanjem v Madrid med letoma 1628–1629 na mirovnih pogajanjih za konec nizozemskega upora. Odraža vpliv Rafaela na Tiziana in Jana Brueghla starejšega vpliv na Rubensa, ki doda papigo in spremeni Adamovo držo, muskulaturo, starost in izraz.